# Marta Ortega Pérez

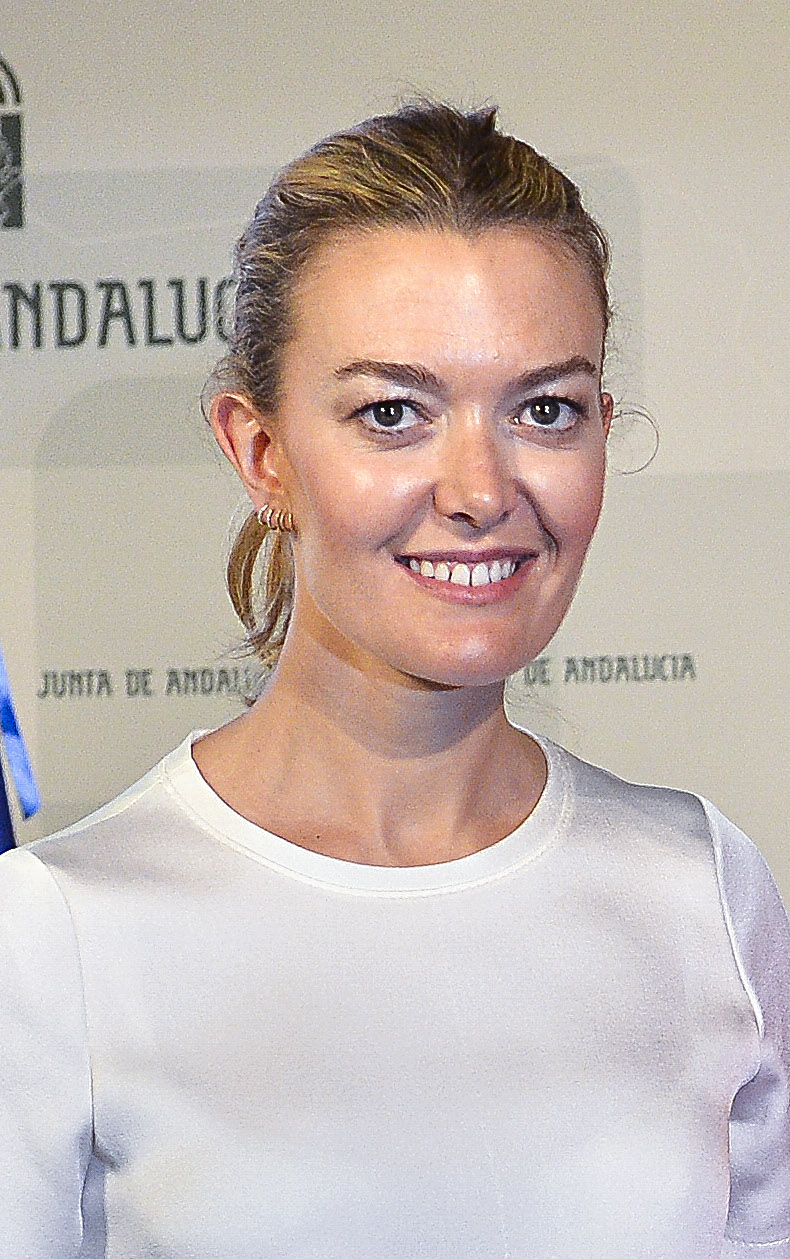
Marta Ortega Pérez, 2016

Marta Ortega Pérez (* 10. Januar 1984 in Vigo) ist die Tochter von Amancio Ortega und designierte Vorsitzende des Verwaltungsrats von Inditex.

## Werdegang
Ortega studierte in La Coruña und erhielt ihr International Baccalaureate in der Schweiz.
Im Jahr 2006 studierte Marta Ortega Wirtschaftswissenschaft an der Regent’s University London.
2007 begann sie bei Inditex im Londoner Zara-Store im Stadtteil Chelsea sowie an anderen internationalen Standorten und in verschiedenen Abteilungen des Unternehmens zu arbeiten. Danach arbeitete sie in der Inditex-Zentrale in Arteijo, Spanien, in der Produkt- und Designabteilung für Frauen.
Seit 2015 ist sie Mitglied des Verwaltungsrats der Amancio Ortega Foundation.
Am 1. April 2022 wurde Ortega zur Präsidentin des Verwaltungsrats von Inditex ernannt. Damit trat sie die Nachfolge von Pablo Isla an.

## Privates
Ortega hat zwei Kinder. Aus ihrer ersten Ehe mit Sergio Álvarez Moya ging ein Sohn hervor, aus der zweiten Ehe mit Carlos Torretta, einem Mitarbeiter für Öffentlichkeitsarbeit bei Inditex, hat sie eine im Jahr 2020 geborene Tochter.
In ihrer Freizeit reitet Ortega.